# Patrick Pouyanné
Patrick Jean Pouyanné, né le 24 juin 1963 au Petit-Quevilly, (Seine-Maritime), est un chef d'entreprise français. Il est président-directeur général du groupe TotalEnergies depuis octobre 2014.

## Biographie

### Origines et formation
Patrick Pouyanné naît en Seine-Maritime passe ses premières années de scolarité à Forbach en Moselle et ensuite une partie de sa jeunesse à Bayonne, où son père est directeur régional des douanes.
Après des études secondaires à Saint-Jean-de-Luz et des classes préparatoires au lycée Michel-Montaigne (Bordeaux), il entre à l'École polytechnique,, (X1983), où il obtient le diplôme d'ingénieur en 1986. Il obtient la onzième place du classement de sortie, ce qui lui permet de choisir de poursuivre sa scolarité en tant qu’ingénieur-élève des Mines de Paris (promotion 1986) puis d’intégrer le corps des mines.

### Une carrière territoriale

#### Jeune diplômé
Fraîchement diplômé, il effectue une première expérience professionnelle en 1986 dans l'Aisne chez Vico, une entreprise de fabrication de chips.[réf. nécessaire] Il rejoint ensuite l'année suivante une branche de la BNP de Londres.

#### Dans la fonction publique
De 1989 à 1992 il est directeur adjoint de la Direction Régionale de l'Industrie, de la Recherche et de l'Environnement du Nord-Pas-de-Calais. Il est ensuite adjoint au chef du service des Mines au sein du ministère de l'Industrie.

#### Dans les cabinets ministériels
En 1993, Patrick Pouyanné poursuit sa carrière dans des cabinets ministériels. Il devient conseiller technique d'Édouard Balladur, alors Premier ministre de cohabitation, jusqu'en 1995 où il est nommé conseiller technique pour l'environnement et l'industrie, toujours auprès d'Édouard Balladur. Entre 1995 et 1996, il est directeur de cabinet du ministre des Technologies de l'information et de la Poste, François Fillon. Avec ce dernier, il gère, entre autres, le dossier France Télécom et son évolution en société anonyme.

#### Chez Elf puis Total
En janvier 1997, il rejoint la compagnie pétrolière Elf Aquitaine en tant que secrétaire général de la filiale angolaise. Deux ans plus tard, il est nommé au sein de la direction de la branche « exploration-production » du Qatar.
En 2000, le groupe Total, alors dirigé par Thierry Desmarest, absorbe le groupe Elf dans les suites de l'affaire Elf. Patrick Pouyanné reste dans le nouveau groupe pétrolier français ainsi constitué, qui se trouve désormais parmi les dix premiers mondiaux. Dans la branche exploration-production de Total, il devient directeur « finances-économie-informatique » en août 2002 puis directeur « stratégie-croissance-recherche » en janvier 2006.
En mai 2006, il entre au comité directeur du groupe. Il est nommé directeur général adjoint « chimie et pétrochimie » en mars 2011. Il entre au comité exécutif en janvier 2012 en étant nommé directeur général de la branche « raffinage-chimie ».
Le 22 octobre 2014, à la suite de la mort accidentelle de Christophe de Margerie, président-directeur général du groupe, il est décidé de séparer les fonctions de « président du conseil d’administration » et de « directeur général » : Patrick Pouyanné est nommé directeur général et devient simultanément président du comité exécutif de Total, tandis que Thierry Desmarest, alors président d’honneur du groupe, est rappelé pour occuper le poste de président par intérim.
Le 29 mai 2015, Patrick Pouyanné est élu membre du conseil d'administration de Total. À l'issue de la réunion du conseil d'administration du 16 décembre 2015, il est nommé président du conseil d’administration et, conservant ses fonctions de directeur général, devient ainsi président-directeur général du groupe Total.
Malgré l'effondrement des prix du pétrole, il engrange plusieurs succès : en 2017, Total est la première compagnie pétrolière à revenir en Iran, l'entreprise investit également dans les énergies vertes en rachetant 23 % de Eren Groupe, elle signe la plus grande acquisition depuis Elf Aquitaine en 1999 en prenant le contrôle de Maersk Oil (en), et son bénéfice de 2016 se porte à 5 milliards d'euros.
En avril 2024, il émet une grande réserve sur l'efficacité de l'hydrogène vert et doute de son essor rapide.
Le 24 mai 2024, l'assemblée générale du groupe reconduit Patrick Pouyanné pour 3 ans à la tête de TotalEnergies. Le dirigeant est réélu avec 75,7 % des voix exprimées en sa faveur.

### Controverses et polémiques
En 2018, Patrick Pouyanné choisit d'assister, contrairement à d'autres grands patrons et à des personnalités politiques, au forum économique de Riyad au moment où l'Arabie saoudite est fortement soupçonnée d'avoir commandité l'assassinat du journaliste Jamal Khashoggi.
Fin septembre 2019, il annonce vouloir augmenter significativement le dividende versé aux actionnaires de Total. L'augmentation annuelle sera de l'ordre de 5 ou 6 % contre 3 % auparavant.
Lors d'une conférence en janvier 2020, il déclare que le débat sur le réchauffement climatique est « trop manichéen, trop faussé », et invite à ce que « tout le monde retombe un peu sur Terre sur ce sujet énergétique », estimant qu'il « ne [verra] pas de [son] vivant un système énergétique à base que de renouvelables. »
Dans le contexte de crise économique liée à la pandémie de covid-19, l'État invite les entreprises à réduire les dividendes versés aux actionnaires. Patrick Pouyanné a répondu s'y refuser et prévoit de leur verser 7 milliards d'euros en 2020, malgré des profits en baisse. Un plan de départs volontaires (pré-retraites) concernant environ 700 salariés est prévu pour l'été 2021, ; pour l'hebdomadaire français Marianne, ceci aurait servi à équilibrer le paiement des dividendes.
Greenpeace France, Anticor et l'association La Sphinx portent plainte en avril 2021 contre Patrick Pouyanné pour prise illégale d'intérêts, lui reprochant d’avoir profité de sa position de membre du conseil d’administration de l'École polytechnique pour favoriser les intérêts de Total, dont en particulier l’implantation d’un centre de recherche et d’innovation de la multinationale au cœur du campus de l’établissement,. Le Parquet national financier ouvre en mai 2021 une enquête préliminaire pour d'éventuels faits de prise illégale d'intérêts. L’affaire sera finalement classée sans suite le 26 août 2024.
Durant l'invasion de l'Ukraine par la Russie de 2022, Patrick Pouyanné prend la décision controversée de poursuivre l'importation de gaz russe malgré les recommandations du ministre de l'Économie Bruno Le Maire sur la responsabilité des entreprises françaises de plus de 50 000 employés de prendre en compte les droits de l'homme.
En 2023, en pleine crise liée à la raréfaction des énergies fossiles, il refuse de vendre à perte ses carburants, quelques jours après qu'Élisabeth Borne l'y a autorisé à titre exceptionnel, pour faire face à l'inflation.
Le 3 septembre 2023 à l'université d'été du Medef, Patrick Pouyanné, interpellé par le paléoclimatologue et « auteur principal » du GIEC Jean Jouzel, qui l'appelle à stopper les investissements dans les énergies fossiles afin de ne plus contribuer à accélérer le réchauffement climatique, lui répond : « Je respecte l’avis des scientifiques mais il y a la vie réelle ».

### Autres fonctions dans l'enseignement
- Président du conseil d'administration de l'École des mines d'Alès de 2013[32] à 2017.
- Parrain de la promotion 2016 de l’École des mines de Douai[33].
- Parrain de la promotion 2016 de l’École des mines d'Alès[34].
- Membre du Conseil d'administration de l'École polytechnique depuis septembre 2018.
- Membre du Conseil d'administration de l'Institut polytechnique de Paris depuis décembre 2019[35].

## Vie privée
Patrick Pouyanné est marié avec Anne née Le Calvez, ingénieure à l'Afnor, et ils ont quatre enfants, Laure, Paul, Pierre et Marc. Il est amateur de rugby et sponsorise la Section paloise,. Ainsi, il assiste régulièrement à des rencontres au Stade du Hameau. En effet, la ville de Pau est fortement liée au groupe TotalEnergies.

## Distinction
- Officier de la Légion d'honneur (14 juillet 2023)[41] ; chevalier en avril 2015[1]